# La Défense de Paris (chant)
Pour l’article homonyme, voir La Défense de Paris (statue).
La Défense de Paris est un chant révolutionnaire de la Commune de Paris, écrit en 1870 par un anonyme, sur l'air de Fualdès.